# Опсада Тулона
Опсада Тулона (18. септембар - 19. децембар 1793) је био догађај са почетка Француских револуционарних ратова и окончана је републиканском победом над ројалистичком побуном у Тулону. Овај догађај је означавао почетак успона Наполеона Бонапарте.
У мају 1793. многи незадовољни ројалисти у Тулону су се побунили против Конвента. Због тога је против њих послата републиканска армија под командом генерала Картоа. Како нису имали снаге да се одупру републиканцима и у страху од њихове одмазде, тулонски ројалисти су се у августу ставили под заштиту Велике Британије и предали адмиралу Самјуелу Худу сва утврђења и 46 бродова. У Тулон је стило око 19.000 британских, шпанских, сардинијских и напуљских војника тако да је број антирепубликанских снага порастао на 25.000.
У уводној бици је тешко рањен заповедник републиканске артиљерије мајора Домартен, па је Конвент уместо њега послао младог капетана Наполеона Бонапарту, који овде је овде стекао своју прву славу.